# كيفن ويكس
كيفن ويكس (بالإنجليزية: Kevin Weeks)‏ هو كاتب سير ذاتية أمريكي، ولد في 21 مارس 1956 في جنوب بوسطن ‏ في الولايات المتحدة.

## وصلات خارجية
- كيفن ويكس على موقع IMDb (الإنجليزية)